# جوني كروسان
جوني كروسان (بالإنجليزية: Johnny Crossan)‏ هو لاعب كرة قدم بريطاني، ولد في 29 نوفمبر 1938 في ديري في أيرلندا الشمالية. شارك مع منتخب إيرلندا الشمالية لكرة القدم من الدرجة الثانية ‏ ومنتخب أيرلندا الشمالية لكرة القدم. أما مع النوادي، فقد لعب مع ديري سيتي وسبارتا روتردام وستاندارد لييج ومانشستر سيتي ونادي بريستول سيتي ونادي سندرلاند ونادي كوليرين ونادي ميدلزبره.

## وصلات خارجية
- جوني كروسان على موقع الاتحاد الأوربي (الإنجليزية)
- جوني كروسان على موقع قاعدة بيانات كرة القدم.إي يو (الإنجليزية)
- جوني كروسان على موقع ناشيونال فوتبول تيمز (الإنجليزية)
- جوني كروسان على موقع عالم كرة القدم.نت (الإنجليزية)